# Rhythmeen
Rhythmeen é o décimo segundo álbum de estúdio da banda ZZ Top, lançado em 1996.
| Críticas profissionais                                                      | Críticas profissionais |
| Avaliações da crítica                                                       | Avaliações da crítica  |
| Fonte                                                                       | Avaliação              |
| --------------------------------------------------------------------------- | ---------------------- |
| allmusic                                                                    | [ 1 ]                  |
| Rolling Stone                                                               | [ 2 ]                  |
| Esta tabela precisa de ser acompanhada por texto em prosa. Consulte o guia. |                        |

## Faixas
1. "Rhythmeen" (Billy Gibbons) – 3:53
2. "Bang Bang" (Gibbons) – 4:28
3. "Black Fly" (Gibbons) – 3:31
4. "What's Up with That" (Gibbons, Joe Hardy, Ingram, Rice) – 5:19
5. "Vincent Price Blues" (Gibbons, Dusty Hill, Frank Beard) – 6:04
6. "Zipper Job" (Gibbons, Hill, Beard) – 4:14
7. "Hairdresser" (Gibbons, Hardy) – 3:48
8. "She's Just Killing Me" (Gibbons, Hill, Beard) – 4:55
9. "My Mind Is Gone" (Gibbons, Hardy, Gary Moon, Wonder) – 4:06
10. "Loaded" (Gibbons, Hardy) – 3:47
11. "Pretty Head" (Gibbons, Hill, Beard) – 4:37
12. "Hummbucking, Pt. 2" (Gibbons, Hill, Beard) – 5:13

## Banda
- Billy Gibbons: guitarra e vocal
- Dusty Hill: baixo
- Frank Beard: bateria